# Нинурта-апал-Экур
Нинурта-апал-Экур — царь Ассирии приблизительно в 1193 или 1183—1179 годах до н. э. Согласно разным экземплярам «Ассирийского царского списка» Нинурта-апал-Экур правил от 2 до 13 лет.
Нинурта-апал-Экур был представителем побочной линии царствующей династии. В одном из найденных дворцовых указов он называл себя сыном царя Эриба-Адада I, правившего почти за 200 лет до него. На самом деле Нинурта-апал-Экур был сыном великого везиря и ассирийского наместника (с царским титулом) Ханигальбата Или-ихадды, потомка Эриба-Адада I по линии родного брата Ашшур-убаллита I (1365—1329 до н. э.).
В результате политического противостояния Нинурта-апал-Экур был вынужден бежать в Вавилонию. Воспользовавшись войной своего предшественника на ассирийском престоле Энлиль-кудурри-уцура и вавилонского царя Адад-шум-уцура, он попытался захватить Ашшур, но, по видимому, потерпел неудачу и вынужден был отступить. Вероятно, ассирийский престол ему достался уже после смерти Энлиль-кудурри-уцура.